# Ужицкий партизанский отряд
Ужицкий народно-освободительный партизанский отряд имени Димитрие Туцовича (сербохорв. Ужички народноослободилачки партизански (НОП) одред „Димитрије Туцовић“ / Užički narodnooslobodilački partizanski (NOP) odred "Dimitrije Tucović") — отряд югославских партизан, существовавший с июля 1941 по март 1942 года и отметившийся активными действиями в годы Народно-освободительной войны Югославии. Славу ему принесли бои за Ужице в дни Первого антипартизанского наступления, в особенности известным стал его Рабочий батальон.

## История
Отряд образован в июле 1941 года. Первым командиром отряда стал Душан Еркович (Народный герой Югославии), политруком — Милинко Кушич (также Народный герой Югославии). В отряде был делегат от Сербского краевого комитета КПЮ, профессор Милан Миялкович (также Народный герой Югославии). Отряд начал свои боевые действия путём захвата и подрыва вражеского транспорта: особенно отличились его Златиборская и Ужицкая роты на дороге Вишеград — Ужице, а также Пожегская и Арильская роты на дороге Пожега — Ариле — Иваница: их диверсии и засады осложнили снабжение немецких войск.
Ужицкий отряд организовывал многократно засады против вражеских транспортных и бронированных колонн: 28 августа 1941 засада под Вирово заставила немцев бежать в Пожегу. В августе 1941 года также была успешной засада и в Субьеле, когда в ходе дневного боя на помощь немцы вынуждены были вызывать даже авиацию. 20 сентября 1941 под Годовиком колонна немецких войск была полностью уничтожена, и немногие сумели добраться до Пожеги, к тому же партизаны не прекращали преследование врага. Также на счету Ужицкого отряда и атаки на города: 28 августа 1941 года было освобождено местечко Ариле, 22 сентября взята Ужичка-Пожега, 25 сентября освобождён и весь Ужицкий округ, что привело к образованию партизанской Ужицкой республики, а в Ужице перебрался Верховный штаб НОАЮ.
Настоящую славу отряду принёс его Рабочий батальон, который 29 ноября 1941 удерживал Кадинячи: несмотря на то, что почти весь личный состав батальона пал в бою, это дало время Верховному штабу НОАЮ эвакуироваться из Ужице и тем самым сохранить костяк партизанского движения. Батальон был награждён Орденом Народного героя Югославии 19 сентября 1979, а ещё раньше, в 1951 году, получил и Золотую звезду ордена «За заслуги перед народом».
1 марта 1942 года Ужицкий партизанский отряд влился в состав 2-й пролетарской ударной бригады.